# 马茨·拉松
马茨·拉松（瑞典語：Mats Larsson，1980年3月20日—），瑞典男子越野滑雪运动员。他曾代表瑞典参加2006年冬季奥林匹克运动会越野滑雪比赛，获得男子4×10公里接力铜牌。